# Toda de Ribagorza
Toda de Ribagorza (? - d. 1019), Condesa de Ribagorza (1003-1010 y 1017-1019) y Condesa consorte de Pallars (?-1010).

## Orígenes familiares
Hija del conde Ramón II de Ribagorza y su esposa Garsenda de Fezensac. Fue hermana de los también condes Unifredo de Ribagorza, Arnaldo de Ribagorza e Isarno de Ribagorza.
Sucedió a su hermano Isarno a su muerte en el año 1003. Ante la imposibilidad de contener las aceifas musulmanas de Abd al-Málik al-Muzáffar, se casó con el conde Suñer I de Pallars en segundas nupcias, del que no tuvo descendencia. Sin embargo el incremento de poder de Pallars sobre el territorio ribagorzano motivó a Tota a pedir ayuda a su sobrino el conde Sancho García de Castilla, hijo de su hermana Ava. Se enviaron fuerzas militares castellanas al mando de Guillermo Isarno, hijo natural del conde Isarno de Ribagorza y por tanto sobrino de la condesa Tota, y también a otra sobrina, Mayor de Ribagorza, hermana del conde castellano que aportaba la sucesión legítima. 
En 1010, la condesa Tota abdicó y fue sucedida por sus sobrinos Guillermo Isarno, y Mayor de Ribagorza, que al casar con Ramón III de Pallars Jussá aseguró la colaboración de Pallars. Guillermo y Mayor acordaron repartirse el territorio del condado pocos meses después. Después de la muerte de Guillermo Isarno en el año 1017. Toda aparece de nuevo como Condesa de Ribagorza en una carta de consagración de la iglesia Santos Juan i Pablo de Tella. Toda fue presente el día del depósito de las reliquias de varios santos en el altar de dicha iglesia el año 1019. Es mencionada como "cometesa Tota", lo cual confirma su función de regente del condado de Ribagorza en esta época.
| Predecesor: Isarno de Ribagorza | Condesa de Ribagorza 1003-d. 1019 | Sucesor: Guillermo Isarno (se repartió el territorio con Mayor de Ribagorza y Ramón III de Pallars Jussà) |